# Jet Records
Jet Records est un label britannique, anciennement basé à Londres, en Angleterre, actif dans les années 1970 et 1980. Il est fondé en 1974 par Don Arden. Il a notamment édité Electric Light Orchestra (ELO) et les premiers albums d'Ozzy Osbourne en solo.

## Histoire
Jet Records est fondé en 1974 par Don Arden, avec des artistes tels que l'Electric Light Orchestra (ELO), Roy Wood, Gary Moore, Ozzy Osbourne, Riot V et Magnum. La première chanson sortie sur le label est No Honestly, une chanson de Lynsey de Paul qui atteint le top 10 au Royaume-Uni. Le premier album est Taste Me... Don't Waste Me, également de Lynsey de Paul qui a produit une autre chanson à succès, My Man and Me, et un autre album, Love Bomb, avant de quitter le label en 1976 après une séparation acrimonieuse avec Arden, résultant en son troisième album Jet (initialement intitulé Before You Go Tonight) qui restera inédit.
ELO est géré par Arden dès la création du groupe en 1972 Ils sont initialement signés par Harvest Records (une division de EMI) au Royaume-Uni et United Artists Records aux États-Unis. Roy Wood quitte ELO en 1972 et forme son propre groupe, Wizzard. En 1973 et 1974, ELO et Wizzard passent du label Harvest à Warner Bros. Records au Royaume-Uni. En 1975, les deux groupes et les albums solo de Wood passent à nouveau au Royaume-Uni sous le label Jet, le matériel récent de Warner Bros. étant intégré au catalogue de Jet. L'album solo Grasshopper de David Carradine bénéficie de la collaboration du violoncelliste d'ELO Hugh McDowell et du violoniste Mik Kaminski.
Au Royaume-Uni, Jet Records est distribué par Island Records en 1974 et 1975, par Polydor de 1975 à 1976 et par United Artists de 1976 à 1978. Aux États-Unis, un petit logo Jet a commencé à apparaître sur le label de United Artists en 1975 pour les sorties ELO et Wood. La première sortie de Jet aux États-Unis était le single du leader d'ELO Jeff Lynne , Doin' that Crazy Thing.
En 1991, Bagdasarian Productions acquiert les sociétés et les propriétés d'Arden et rouvre le label sous Chipmunk Records, dont le nom fait référence au film Alvin and the Chipmunks sorti en 2007, ainsi que dans la suite de 2009.
Depuis 2020, la majeure partie du catalogue de Jet Records est détenue par BMG Rights Management sous son label Sanctuary Records.